# Derlis Cardozo
Derlis Aníbal Cardozo (Pedro Juan Caballero, Departamento de Amambay, Paraguay; 16 de junio de 1981) es un exfutbolista paraguayo. Jugaba como lateral por izquierda y su primer equipo fue Cerro de Franco. Su último club fue 2 de Mayo, donde se retiró tras consagrarse campeón del Nacional B.
Actualmente trabaja como chofer particular.

## Clubes
| Club                | País      | Año       |
| ------------------- | --------- | --------- |
| Cerro de Franco     | Paraguay  | 2002-2003 |
| Sportivo Luqueño    | Paraguay  | 2004      |
| 2 de Mayo           | Paraguay  | 2005      |
| Sportivo Luqueño    | Paraguay  | 2005-2007 |
| Libertad            | Paraguay  | 2007-2008 |
| Olimpia             | Paraguay  | 2008      |
| Argentinos Juniors  | Argentina | 2009      |
| Unión de Santa Fe   | Argentina | 2009-2010 |
| Sportivo Luqueño    | Paraguay  | 2010-2011 |
| 3 de Febrero        | Paraguay  | 2011      |
| 2 de Mayo           | Paraguay  | 2012-2013 |
| Sportivo Trinidense | Paraguay  | 2014      |
| 30 de Agosto        | Paraguay  | 2015      |
| Hércules Club       | Paraguay  | 2016      |
| 2 de Mayo           | Paraguay  | 2017      |

## Palmarés
| Título              | Club             | País     | Año  |
| ------------------- | ---------------- | -------- | ---- |
| División Intermedia | 2 de Mayo        | Paraguay | 2005 |
| Torneo Apertura     | Sportivo Luqueño | Paraguay | 2007 |
| Torneo Clausura     | Libertad         | Paraguay | 2007 |
| Campeón Absoluto    | Libertad         | Paraguay | 2007 |
| Torneo Apertura     | Libertad         | Paraguay | 2008 |
| Nacional B          | 2 de Mayo        | Paraguay | 2017 |